# Discipline (альбом Джанет Джексон)
Discipline — десятый студийный альбом американской певицы Джанет Джексон, выпущенный 26 февраля 2008 года. Это был её единственный диск, выпущенный на лейбле Island Def Jam Music Group, после пяти альбомов, выпущенных на Virgin Records. В качестве продюсеров над диском работали Darkchild, Jermaine Dupri, Ne-Yo, Shea Taylor, Stargate, Johnta Austin, Tricky Stewart и The-Dream. Впервые, за последние 22 года (с момента выхода альбома «Control»), Джанет не сотрудничала с тандемом в лице Джимми Джем и Терри Льюис.
Первым синглом с альбома стала песня «Feedback», релиз которой состоялся в декабре 2007 года. Песня достигла 19 строчки в хит-параде Billboard Hot 100, что стало наибольшим успехом певицы с 2001 года, когда сингл «Someone to Call My Lover» занял третье место. Сам альбом дебютировал на первом месте Billboard 200, став шестым диском в карьере певицы, возглавившим этот чарт.
Альбом получил множество положительных отзывов критиков, в отличие от двух предыдущих альбомов певицы. Несмотря на хорошие отзывы, он стал одним из её наименее успешных альбомов. Он дебютировал под номером один в американском чарте Billboard 200, став шестым альбомом в карьере певицы, достигшим этой строчки. Discipline также стал её первым альбомом, достигшим первого места в чартах в Соединенных Штатах после альбома All for You (2001). Тем не менее, продажи альбома быстро упали, и к июню продвижение альбома официально закончилось. В поддержу альбома Джанет отправилась в гастрольное турне Rock Witchu Tour при поддержке Live Nation. В начале сентября получив положительные отзывы, к концу этого месяца Джексон расторгла контракт со своим лейблом.

## Концепция
В июле 2007 года было объявлено, что Джексон подписала контракт с лейблом Island, после истечения срока контракта с компанией Virgin, на которой она выпустила пять альбомов, последним из которых стал 20 Y.O.. Десятый студийный альбом Discipline, который является благодарностью ко вниманию и преданности своей карьеры, был выпущен 26 февраля 2008 года под руководством главы лейбла Эл Эй Рейд. Джексон отметила: «Я назвала альбом Discipline, поскольку это слово имеет много важных для меня значений, но самое главное, что это в целом характеризует количество сил и упорства, вложенных в мою работу. Я бы не имела успех, который у меня есть, если бы не моя вера в Бога. Это заслуживает отдельного внимания».
Продюсерами нового альбома выступили такие именитые личности, как Родни Джеркинс, Polow da Don, Pharrell, Jazze Pha и Johnta Austin, а также Джермейн Дюпри, Ne-Yo и сама Джанет. Примечательно, что Джексон не сотрудничала с продюсерским дуэтом Джимми Джем и Терри Льюис.

## Список композиций
| №   | Название                                                        | Автор(ы)                                                     | Продюсер(ы)         | Длительность |
| --- | --------------------------------------------------------------- | ------------------------------------------------------------ | ------------------- | ------------ |
| 1.  | «I.D.»                                                          | Rodney Jerkins, Dernst Emile                                 | Jerkins, Emile      | 0:48         |
| 2.  | «Feedback»                                                      | Jerkins, Emile, Tasleema Yasin, LaShawn Daniels              | Jerkins, Emile      | 3:38         |
| 3.  | «Luv»                                                           | Jerkins, Emile, Yasin, Daniels                               | Jerkins, Emile      | 3:10         |
| 4.  | «Spinnin»                                                       | Jerkins                                                      | Jerkins             | 0:08         |
| 5.  | «Rollercoaster»                                                 | Rodney Jerkins, Theron Thomas, Timothy Thomas                | Jerkins             | 3:51         |
| 6.  | «Bathroom Break»                                                | Jerkins                                                      | Jerkins             | 0:40         |
| 7.  | «Rock with U»                                                   | Shaffer Smith, Jermaine Dupri, Eric Stamile                  | Dupri, Stamile*     | 3:51         |
| 8.  | «2nite»                                                         | Phillip "Taj" Jackson, Mikkel S. Eriksen, Tor Erik Hermansen | Stargate            | 4:09         |
| 9.  | «Can't B Good»                                                  | Smith, David Gough                                           | Gough, Ne-Yo*       | 4:13         |
| 10. | «4 Words»                                                       | Jerkins, Janet Jackson                                       | Jerkins, J. Jackson | 0:11         |
| 11. | «Never Letchu Go»                                               | Dupri, Johntá Austin, Manuel Seal, Jr.                       | Dupri, Seal*        | 4:07         |
| 12. | «Truth or Dare»                                                 | Jerkins, Emile, Daniels, Delisha Thomas                      | Jerkins, Emile      | 0:24         |
| 13. | «Greatest X»                                                    | Christopher Stewart, Terius Nash                             | Stewart, Nash       | 4:23         |
| 14. | «Good Morning Janet»                                            | Jerkins                                                      | Jerkins             | 0:44         |
| 15. | «So Much Betta» (samples "Daftendirekt" performed by Daft Punk) | Dupri, Crystal Johnson, Seal                                 | Dupri, Seal*        | 2:53         |
| 16. | «Play Selection»                                                | Jerkins                                                      | Jerkins             | 0:17         |
| 17. | «The 1» (featuring Missy Elliott)                               | Dupri, Johnson, Seal, Elliott                                | Dupri, Seal*        | 3:41         |
| 18. | «What's Ur Name»                                                | Dupri, Johnson, Seal                                         | Dupri, Seal*        | 2:34         |
| 19. | «The Meaning»                                                   | Jerkins, Emile, Daniels, Thomas                              | Jerkins, Emile      | 1:16         |
| 20. | «Discipline»                                                    | Smith, Shea Taylor                                           | Taylor, Ne-Yo*      | 5:00         |
| 21. | «Back»                                                          | Jerkins                                                      | Jerkins             | 0:18         |
| 22. | «Curtains»                                                      | Jerkins, Eric Dawson, Daniels, Antonio Dixon                 | Jerkins             | 3:50         |

| №   | Название                                                        | Автор(ы)                               | Producer(s)     | Длительность |
| --- | --------------------------------------------------------------- | -------------------------------------- | --------------- | ------------ |
| 1.  | «I.D.»                                                          | Jerkins, Emile                         | Jerkins, Emile  | 0:48         |
| 2.  | «Feedback»                                                      | Jerkins, Emile, Yasin, Daniels         | Jerkins, Emile  | 3:38         |
| 3.  | «Luv»                                                           | Jerkins, Emile, Yasin, Daniels         | Jerkins, Emile  | 3:10         |
| 4.  | «Rollercoaster»                                                 | Jerkins, Theron Thomas, Timothy Thomas | Jerkins         | 3:51         |
| 5.  | «Bathroom Break»                                                | Jerkins                                | Jerkins         | 0:40         |
| 6.  | «Rock with U»                                                   | Smith, Dupri, Stamile                  | Dupri, Stamile* | 3:51         |
| 7.  | «2nite»                                                         | P. Jackson, Eriksen, Hermansen         | Stargate        | 4:09         |
| 8.  | «Can't B Good»                                                  | Smith, Gough                           | Gough, Ne-Yo*   | 4:13         |
| 9.  | «Never Letchu Go»                                               | Dupri, Austin, Seal                    | Dupri, Seal*    | 4:07         |
| 10. | «Greatest X»                                                    | Stewart, Nash                          | Stewart, Nash   | 4:23         |
| 11. | «Good Morning Janet»                                            | Jerkins                                | Jerkins         | 0:44         |
| 12. | «So Much Betta» (samples "Daftendirekt" performed by Daft Punk) | Dupri, Johnson, Seal                   | Dupri, Seal*    | 2:53         |
| 13. | «The 1» (featuring Missy Elliott)                               | Dupri, Johnson, Seal, Elliott          | Dupri, Seal*    | 3:41         |
| 14. | «What's Ur Name»                                                | Dupri, Johnson, Seal                   | Dupri, Seal*    | 2:34         |
| 15. | «The Meaning»                                                   | Jerkins, Emile, Daniels, Thomas        | Jerkins, Emile  | 1:16         |
| 16. | «Discipline»                                                    | Smith, Taylor                          | Taylor, Ne-Yo*  | 5:00         |
| 17. | «Curtains»                                                      | Jerkins, Dawson, Daniels, Dixon        | Jerkins         | 3:50         |

| №   | Название      | Автор(ы)              | Длительность |
| --- | ------------- | --------------------- | ------------ |
| 23. | «Let Me Know» | Charles Harmon, Smith | 3:47         |

| №   | Название                                      | Автор(ы)                       | Producer(s)    | Длительность |
| --- | --------------------------------------------- | ------------------------------ | -------------- | ------------ |
| 23. | «Let Me Know»                                 | Harmon, Smith                  |                | 3:47         |
| 24. | «Feedback» (Ralphi Rosario Electroshok Radio) | Jerkins, Daniels, Emile, Yasin | Jerkins, Emile | 3:47         |

| №  | Название                         | Длительность |
| -- | -------------------------------- | ------------ |
| 1. | «The Photo Shoot»                | 6:36         |
| 2. | «The Recording Studio»           | 2:22         |
| 3. | «Rehearsal»                      | 6:31         |
| 4. | «The Making of "Feedback" Video» | 10:45        |
| 5. | «The "Feedback" Video»           | 4:16         |

(*) denotes co-producer